# Atimura cylindrica
Atimura cylindrica es una especie de escarabajo del género Atimura, familia Cerambycidae. Fue descrita científicamente por Gressitt en 1940.
Se distribuye por China. Posee una longitud corporal de 7,5-8,5 milímetros. El período de vuelo de esta especie ocurre únicamente en el mes de julio.